# Florian Klein
Florian Klein est un footballeur international autrichien, né le 17 novembre 1986 à Linz (Autriche). Il occupe actuellement le poste d'arrière latéral.

## Biographie

### International
Le 19 mai 2010, il reçoit sa première sélection en équipe d'Autriche, lors du match Autriche - Croatie à l'Hypo Group Arena (défaite 0-1). Il entre à la 39e minute à la place de Martin Harnik.

## Statistiques

### En club
| Saison  | Club               | Pays      | Division     | Championnat | Championnat | Coupes d’Europe | Coupes d’Europe |
| Saison  | Club               | Pays      | Division     | Matchs      | Buts        | Matchs          | Buts            |
| ------- | ------------------ | --------- | ------------ | ----------- | ----------- | --------------- | --------------- |
| 2004-05 | LASK Linz          | Autriche  | Erste Liga   | 29          | 1           | 0               | 0               |
| 2005-06 | LASK Linz          | Autriche  | Erste Liga   | 35          | 2           | 0               | 0               |
| 2006-07 | LASK Linz          | Autriche  | Erste Liga   | 32          | 5           | 0               | 0               |
| 2007-08 | LASK Linz          | Autriche  | 1.Bundesliga | 34          | 1           | 0               | 0               |
| 2008-09 | LASK Linz          | Autriche  | 1.Bundesliga | 33          | 5           | 0               | 0               |
| 2009-10 | Austria Vienne     | Autriche  | 1.Bundesliga | 35          | 4           | 10              | 0               |
| 2010-11 | Austria Vienne     | Autriche  | 1.Bundesliga | 36          | 2           | 6               | 1               |
| 2011-12 | Austria Vienne     | Autriche  | 1.Bundesliga | 34          | 0           | 12              | 0               |
| 2012-13 | Red Bull Salzbourg | Autriche  | 1.Bundesliga | 20          | 0           | 2               | 0               |
| 2013-14 | Red Bull Salzbourg | Autriche  | 1.Bundesliga | 23          | 0           | 8               | 0               |
| 2014-15 | VfB Stuttgart      | Allemagne | 1.Bundesliga | 28          | 3           | -               | -               |
| Total   | Total              | Autriche  | Bundesliga   | 215         | 12          | 28              | 1               |
| Total   | Total              | Autriche  | Erste Liga   | 96          | 8           | 0               | 0               |
| Total   | Total              | Allemagne | Bundesliga   | 28          | 3           | 0               | 0               |

### En sélection nationale
| Sélection  | Année | Matchs | Buts |
| ---------- | ----- | ------ | ---- |
| Autriche A | 2010  | 5      | 0    |
| Autriche A | 2011  | 5      | 0    |
| Total      | Total | 10     | 0    |

## Palmarès
- Championnat d'Autriche : 2014
- Coupe d'Autriche : 2014